# 新制度主义
新制度主义（New institutionalism），也称为新制度主义理论（neo-institutionalist theory），是一种研究制度的方法，侧重于正式和非正式规则对个人和群体行为的约束和促进作用。新制度主义起源于社会学家梅尔（John Meyer）于1977年发表的著作。
新制度主义包括三个主要分支：社会学制度主义、理性选择制度主义和历史制度主义。

## 历史
对制度及其相互作用的研究一直是学术研究的焦点。19世纪末和20世纪初，社会理论家开始将之系统化。这方面最突出的例子之一是德国经济学家和社会理论家马克斯·韦伯的著作。韦伯关注社会内部的组织结构（即官僚制）以及通过组织官僚制创造的铁笼所创造的制度化。在英国和美国，直到1950年代，对政治制度的研究一直主导着政治学。这种方法有时被称为“旧”制度主义，侧重于从比较的角度分析政府和国家的正式制度。随之而来的是行为主义革命，带来了分析政治的新视角，例如实证主义、理性选择理论和行为主义，并且随着焦点转移到分析个人而不是围绕他们的制度，对制度的狭隘关注被抛弃。新制度主义是对行为主义革命的反应。
制度主义在1977年经历了一次重大的复兴，一方面是梅尔（John W. Meyer）和罗万（Brian Rowan）合著的一篇有影响力的论文，另一方面是祖克（Lynn Zucker）的一篇论文。他们提出的制度主义的修正表述促使制度分析范式发生重大转变，随后的研究被称为“新”制度主义，这一概念在学术文献中通常被称为“新制度主义”（neo-institutionalism）。1983年，社会学家迪马吉奥（Paul DiMaggio）和鲍威尔（Walter W. Powell）关于同构的论文发生了另一个重要的重新表述。三篇论文的共同点是，不是从效力和效率的角度，而是从合法性的角度来解释组织的实践。一个组织的职能不一定反映理性或最佳目的，而是具有理性外表的神话、仪式和剧本。
在接下来的十年中，许多学科，包括社会科学以外的学科，都出现了关于该主题的文献激增。在经济学领域，道格拉斯·诺斯1993年诺贝尔经济学奖获奖作品就是一个著名的例子。

## 内容

### 与旧制度主义的区别
塞伦（Kathleen Thelen) 和斯文·斯坦莫（Sven Steinmo）将新制度主义与“旧制度主义”进行了对比，“旧制度主义”压倒性地关注制度的详细叙述，而很少关注比较分析。 因此，旧制度主义无助于比较研究和解释理论。 当学者们越来越多地强调机构的正式规则和行政结构如何不能准确描述行为者的行为和政策结果时，这种“旧制度主义”开始失效。

### 制度的定义
新制度主义学术界对制度的定义没有达成共识。阿尔维森 (Mats Alvesson) 和斯派塞 (Andre Spicer) 写道，“很难就制度不是什么达成一致——因为制度已经成为一切……当制度一词被定义时，它是以广泛而模糊的方式定义的。”

## 延伸阅读
- Jepperson, Ronald L., , Powell, Walter W.; DiMaggio, Paul J  (编), , Chicago: University of Chicago Press: 143–63, 1991.
- Krücken, Georg; Drori, Gili S. (编), , Oxford: University Press, 2009, ISBN 9780199593439.
- Krücken, Georg; Mazza, Carmelo; Meyer, Renate; Walgenbach, Peter (编), , Cheltenham: Edward Elgar, 2017, ISBN 9781784716868.
- Lounsbury, Michael. . Administrative Science Quarterly. 2001, 46 (1): 29–56. JSTOR 2667124. S2CID 145613530. doi:10.2307/2667124.
- March, James G.; Olsen, Johan P. (1989). Rediscovering Institutions. The Organizational Basis of Politics. New York: The Free Press (also Italian, Japanese, Polish and Spanish (Mexico) editions).
- Meyer, John W.; Rowan, Brian, , Powell, W.; DiMaggio, P.  (编), , Chicago, IL: University of Chicago Press, 1991.
- Parto, Saeed. 2003. Economic Activity and Institutions （页面存档备份，存于）, Economics Working Paper Archive at WUSTL.
- Powell, W.W. . . Thousand Oaks, CA: Sage. 2007.
- Scott, Richard W. 2001. Institutions and Organizations, 2nd ed.  Thousand Oaks: Sage Publications.